# Långsmaltjärnen (Trehörningsjö socken, Ångermanland)
Långsmaltjärnen är en sjö i Örnsköldsviks kommun i Ångermanland och ingår i Husåns huvudavrinningsområde.